# Nova Friburgo Futebol Clube
Nova Friburgo Futebol Clube é uma agremiação esportiva da cidade de Nova Friburgo, no estado do Rio de Janeiro, fundada a 16 de setembro de 1979, resultante da fusão do Friburgo Football Club, fundado a 26 de abril de 1914, e o Esperança Futebol Clube, fundado a 5 de dezembro de 1915.

## História

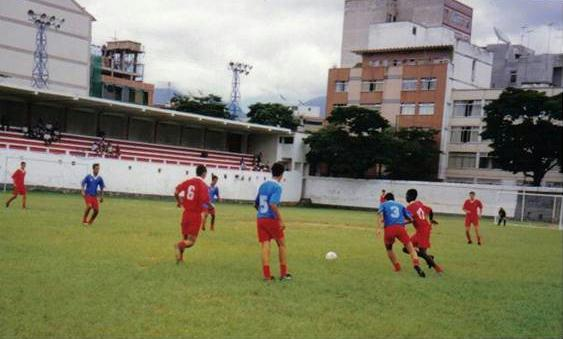
Vista do estádio Raul Sertã, do Nova Friburgo Futebol Clube

O Esperança Futebol Clube se fundiu com o Friburgo Football Club para formar o Nova Friburgo Futebol Clube.
Como Friburgo Football Club, sagra-se bicampeão estadual da chamada Divisão de Acesso, a então Segunda Divisão da Profissionais, em 1978 e 1979, mas em ambos os anos não houve acesso à Primeira Divisão de Profissionais, por causa de um litígio que havia entre os clubes do interior e os da capital, a partir da fusão dos antigos estados da Guanabara e Rio de Janeiro. 
Disputa a Terceira Divisão de Profissionais em 1981, ficando em sexto lugar entre oito participantes. Após essa experiência, advém um longo período de inatividade no futebol profissional.
Retorna em 2007 para a disputa da Terceira Divisão do Rio de Janeiro, mas é eliminado da competição pelo não comparecimento a vários jogos. Deve-se ressaltar que a agremiação em disputa se tratava na verdade do obscuro Serrano de Trajano de Moraes, sendo apenas a razão social pertencente ao Nova Friburgo, pois a cidade supracitada iria fornecer todo o apoio necessário para que o clube tivesse êxito, o que acabou não ocorrendo devido a mudanças políticas na cidade.
Possui sede social e seu estádio, o Raul Sertã, no centro de Nova Friburgo, tem capacidade para 2.000 pessoas (atualmente, é utilizado como um estacionamento). As cores de seu pavilhão são o vermelho, verde e o branco. Seu grande rival na cidade é o Friburguense Atlético Clube.

## Títulos

### Títulos do Friburgo Football Club
- Campeonato Carioca de Futebol - Série A2: 1978 e 1979;

- Campeão friburguense: 1930, 1932, 1934, 1940,1945, 1946, 1947, 1952, 1953, 1954, 1956, 1957, 1959, 1960, 1967, 1968, 1969, 1970, 1970, 1974 e 1975; Com a União do Esperança e o Friburgo Tornou-se o Nova Friburgo Futebol Clube.

- 1975 - Campeão do Torneio Início friburguense ao derrotar o Fluminense A.C.

### Títulos do Esperança Futebol Clube
- Campeão friburguense: 1931, 1939, 1941, 1943, 1944, 1948, 1955, 1961 e 1976;

O Nova Friburgo já ganhou inúmeras vezes a copa da cidade. Uma das vezes, em 2009, nas categorias Pré-mirim e Mirim. 
Em 2010, o Nova Friburgo pelo terceiro ano consecutivo disputou a Copa Rio Bonito, o campeonato carioca da categoria Pré-mirim, terminando na sexta colocação, à frente de equipes tradicionais como o América, além do próprio time da casa o Rio Bonito Atlético Clube.